# رفقة باري
فاطمة رفقة باري هي أمريكية مراهقة لأبوين سيريلانكيين الذين جذبا الانتباه العالمي في عام 2009 عندما هربت من بيتها وقالت أن أبويها المسلمين يحاولان قتلها بسبب تحولها من الإسلام إلى المسيحية. اثنان من التحقيقات المستقلة في أوهايو وفلوريدا لم يجدا دليلًا ماديًا على أن حياتها في خطر. أصبحت قضية باري نقطة بارزة في صراع الثقافات بين المسيحيين الإنجيليين والمسلمين الأمريكيين. تقول المصادر الإسلامية أن السبب هو الخوف من الإسلام أما المصادر المسيحية فتقول أنهم خائفين على حياة باري لأن الشريعة الإسلامية تعاقب المرتدين عن الإسلام بالقتل.
فاطمة رفقة باري هي فتاة تبلغ من العمر 17 عاما وهي لأبوين مسلمين هما محمد وعائشة باري، هاجرا من سري لانكا. عاشت باري في كولومبوس باوهايو. محامي باري، جون ستيمبرجر، يقول أن عائلة باري أعضاء في مركز نور الإسلامي الثقافي الموجود بكولومبوس. وفي تصريح رسمي، أنكر مركز نور صلتهم برفقة أو عائلتها، وأضاف أن سجلاتهم تظهر فقط أن رفقة حضرت مدارس الأحد ثلاثة مرات في 2007.
هربت رفقة من بيتها في يوليو 2009 إلى بيت راعي أبرشية مسيحي في فلوريدا حيث قابلت رفقة زوجته على موقع الفيس بوك. بقيت مع ريفيرند بلاك لورينز وزوجته بيفرلي لورنز لمدة ثلاثة أسابيع قبل أن يتصلوا بسلطات رعاية الطفل. أحيطت قضيتها بالاهتمام عندما ظهرت على شاشات التليفزيون وأعلنت «أن والدي قد يقتلني أو يعيدنا إلى سري لانكا» قام براين ويليامز بإيصالها بسيارته إلى محطة حافلات حيث قامت بشراء تذكرة باسم مستعار إلى أورلاندو.
بقت رفقة في حضانة سلطات رعاية الطفل بينما استمرت التحقيقات. وفي 14 أكتوبر 2009 قضت محكمة فلوريدا بأنه ليس هناك دليل مادي على أن حياة رفقة باري كانت تحت تهديد بواسطة عائلتها. وحسبما جاء في تقرير السلطات فإن باري صرح بأنه أخذ من رفقة اللاب توب الخاص بها ليرميه لكنه لم يفعل بسبب تكلفة اللاب توب. كما جاء بالتقرير أن هناك عدة تصريحات أخرى لرفقة باري لم تدعم بمصادر.